# Aloxe-Corton
Aloxe-Corton är en kommun i departementet Côte-d'Or i regionen Bourgogne-Franche-Comté i östra Frankrike. Kommunen ligger i kantonen Beaune-Nord som tillhör arrondissementet Beaune. År 2022 hade Aloxe-Corton 135 invånare.

## Befolkningsutveckling
Antalet invånare i kommunen Aloxe-Corton
Referens:INSEE